# Francisco Julião
Francisco Julião Arruda de Paula (Bom Jardim, 16 de fevereiro de 1915 — Cuernavaca, 10 de julho de 1999) foi um advogado, político e escritor brasileiro, que liderou politicamente o movimento camponês conhecido como ligas camponesas.

## Biografia
Julião nasceu no Engenho Boa Esperança, em 1915, no agreste pernambucano. Era filho de Adauto Barbosa de Paula e Maria Lídia Arruda de Paula. Advogado formado em 1939, em Recife, abrindo um escritório de advocacia no ano seguinte. Com o fim do Estado Novo e a redemocratização do país, ingressou no Partido Republicano (PR). Em 1947 desligou-se do PR, aderindo pouco depois ao Partido Socialista Brasileiro (PSB). Foi líder em 1955 das ligas camponesas (organizações com o objetivo proclamado de lutar pela distribuição de terras e os direitos para os camponeses), no Engenho Galileia.

## Vida política
Julião foi deputado estadual em duas legislaturas. Eleito deputado federal por Pernambuco em 1962, foi cassado e preso em 1964. Ao ser liberado em 1965, foi incentivado a se exilar. Viajou para o México, onde permaneceu até ser anistiado em 1979. Em 1966, na Cidade do México, ele conheceu André Gorz. Aliado de Leonel Brizola, filiou-se ao PDT e tentou ser novamente deputado federal em 1986, quando foi derrotado.

## Um erro histórico
Segundo alguns, Julião foi fundador das Ligas Camponesas. Porém, segundo seu próprio relato, de 1940 a 1955, teria sido na verdade advogado dos camponeses. Segundo suas próprias palavras:
| “ | Não fundei a Liga - ela foi fundada por um grupo de camponeses que a levou a mim para que desse ajuda. A primeira Liga foi a da Galileia, fundada a 1º de janeiro de 1955 e que se chamava Sociedade Agrícola e Pecuária dos Plantadores de Pernambuco. Foi um grupo de camponeses com uma certa experiência política, que já tinha militado em partidos, de uma certa cabeça, que fundou o negócio, mas faltava um advogado e eu era conhecido na região. Foi uma comissão à minha casa, me apresentou os estatutos e disse: 'existe uma associação e queríamos que você aceitasse ser o nosso advogado'. Aceitei imediatamente. Por isso o negócio veio bater na minha mão. Coincidiu que eu acabara de ser eleito deputado estadual pelo Partido Socialista e na tribuna política me tornei importante como defensor dos camponeses. | ” |

Durante esses quinze anos, Julião peregrinou pelos canaviais da Zona da Mata de Pernambuco, conquistando a confiança dos camponeses como advogado. Tinha feito uma escolha. Não queria defender os poderosos.
Transformado em líder das Ligas Camponesas, Julião foi considerado um "santo" entre os sem-terra. Aos olhos de quem os combatia era chamado de agitador, incendiário, comunista. Julião agradecia o título de "agitador", dizendo que o sempre fora, "mas dentro da lei". Afinal de contas "até remédio você precisa agitar antes de usar"… Comunista, segundo ele próprio, nunca foi. Tinha divergências com os comunistas, mas se declarava socialista e marxista. O que pouca gente sabe é que Julião é um dos fundadores do Partido Socialista Brasileiro, ao lado de Otávio Mangabeira [sic].  Provavelmente, o autor da entrevista, conduzida em 1983, confundiu João Mangabeira, fundador do PSB a partir da Esquerda Democrática, com seu irmão, e também político, Otávio Mangabeira que era completamente oposto ao PSB, já que era da conservadora UDN.

## Morte
Em 1988, após as eleições, viajou para o México a fim de escrever suas memórias. Em 1991 retornou ao Brasil. Em 1997 viajou novamente para o México, onde veio a falecer em consequência de um infarto em 10 de julho de 1999, aos 84 anos.

## Obras literárias
- Cachaça (1951).
- Irmão Juazeiro (1961).
- O que São as Ligas Camponesas (1962).
- Até Quarta, Isabela (1965).
- Cambão: La Cara Oculta de Brasil (1968).
- Escuta, Camponês

Julião traduziu, com Miguel Arraes, quando ambos estavam na prisão, Le viol de foules par la propagande politique, do russo Sergei Tchakhotine.